# Mesochorus versuranus
Mesochorus versuranus är en stekelart som beskrevs av Schwenke 1999. Mesochorus versuranus ingår i släktet Mesochorus och familjen brokparasitsteklar. Inga underarter finns listade i Catalogue of Life.